# Alley-Oop (Lied)
Alley-Oop ist der Titel eines Popsongs, der von dem US-Amerikaner Dallas Frazier geschrieben wurde. In der Version der Musikgruppe The Hollywood Argyles wurde der Song 1960 in den USA ein Nummer-eins-Hit.

## Entstehung
Dallas Frazier schuf den Song Alley-Oop 1957, inspiriert durch den gleichnamigen Comicstrip von Vincent T. Hamlin. Wie im Comic handelt auch der Songtext vom Steinzeit-Höhlenbewohner Alley Oop. Frazier nahm den Titel in der Version eines Countrysongs zunächst selbst auf. Anfang 1960 nahm sich der amerikanische Schallplatten-Produzent Gary S. Paxton des Titels erneut an und produzierte zusammen mit seinem Kollegen Kim Fowley eine selbstgesungene Neufassung. Diese sollte von der gerade erst gegründeten in Hollywood ansässigen Plattenfirma Lute veröffentlicht werden. Da Paxton zu dieser Zeit noch bei der Plattenfirma Brent Records unter Vertrag stand, konnte für Alley-Oop nicht der Name Paxton verwendet werden. So wurde für den Sänger und seinen Backgroundchor der Name „The Hollywood Argyles“ erfunden. Zum Backgroundchor gehörte unter anderem auch der Songwriter von Alley-Oop Dallas Frazier. Der Name Hollywood Argyles entstand in Anlehnung an die Adresse des Aufnahmestudios Hollywood, Argyle Avenue. Lute brachte den Song Alley-Oop im Mai 1960 auf der Single Nummer 5905 mit dem Rückseitentitel Sho' Know a Lot About Love heraus.

## Erfolge
Am 30. Mai 1960 veröffentlichte das US-Musikmagazin Billbord Alley-Oop zum ersten Mal in seiner Hitliste Hot 100. Dort startete der Titel auf Platz 85, erreichte am 20. Juni die Top 10 und stand am 11. Juli an der Spitze der Hot 100, wo er sich eine Woche lang halten konnte. Insgesamt war Alley-Oop 15 Wochen in den Hot 100 vertreten. Im Konkurrenz-Magazin Cashbox stand der Song ebenfalls für eine Woche auf dem ersten Platz und wurde 16 Wochen lang notiert. 
Aufgrund des Erfolges in den USA wurden Singles mit dem Hollywood-Argyles-Titel Alley-Oop weltweit vertrieben. In Neuseeland landete der Titel ebenfalls auf Platz eins, in Kanada auf Rang zwei. Von der Plattenfirma London Records wurde Alley-Oop auch in Großbritannien und Deutschland veröffentlicht. In den britischen Charts erreichte Alley-Oop Platz 24, in Deutschland kam der Titel nicht in die Hitlisten. 

## Coverversionen
Fast zeitgleich mit dem Label Lute veröffentlichte die Plattenfirma Madison eine Version von Alley-Oop mit der Gruppe Danté and the Evergreens aus Santa Monica. Auch sie konnten sich in den Billboard Hot 100 platzieren und stiegen bis zum Platz 15 auf. Erfolglos blieb dagegen die US-Gruppe The Dyna-Sores, die ihre Version ebenfalls im Frühjahr 1960 herausbrachte. 1963 nahm Brian Poole Alley-Oop in seine Langspielplatte Twist and Shout auf. Es folgten 1965 die Beach Boys mit Alley-Oop auf der LP Beach Boys' Party! In dem 1984 gedrehten Film Bachelor Party sang Darlene Love eine Coverversion von Alley-Oop. Graham Bonney brachte 1979 eine Single mit Alley-Oop heraus, betitelt mit dem Zusatz „Deutsche Version“. Der deutsche Text dazu stammt von Jean Frankfurter.

## Single-Diskografie

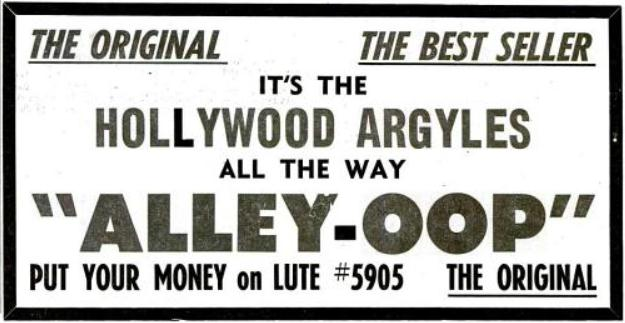
Annonce in Billboard
vom 16. Mai 1960

| Interpreten              | Label          | veröffentlicht |
| Hollywood Argyles        | Lute 5905      | USA 5/1960     |
| Hollywood Argyles        | London 9146    | UK 7/1960      |
| Hollywood Argyles        | London 20342   | DE 8/1960      |
| Danté and the Evergreens | Madison 130    | US 5/1960      |
| Danté and the Evergreens | Top Rank 402   | UK 7/1960      |
| Dyna-Sores               | Rendezvous 120 | US 5/1962      |